# Allgemeinsymptom
Allgemeinsymptome sind unspezifische Krankheitszeichen. Sie können zwar als Symptome auf bestimmte Krankheiten hinweisen, sind jedoch nicht zwingend im Sinne einer präzise definierten Symptomatologie verwertbar. Vielmehr geben sie Anlass zu differentialdiagnostischen Überlegungen, insofern sie bei unterschiedlichen Krankheitseinheiten vorkommen. Sie lassen beispielsweise keine Rückschlüsse auf eine körperliche Lokalisation zu und sind nicht pathognomonisch für eine bestimmte Krankheitsursache oder Ätiologie. Sie sind zwar nosographisch bedeutsam, jedoch nur in geringem Maße nosologisch von Gewicht. Definierte nosologische Kriterien treffen für Allgemeinsymptome in der Regel nicht zu. Sie sind allenfalls von epidemiologischem Interesse.

## Abgrenzungen
Der Begriff Allgemeinsymptom ist abzugrenzen von dem der Allgemeinerkrankung. Auch wenn Allgemeinsymptome wie etwa Fieber den ganzen Körper betreffen, soll damit nur die unspezifische Bedeutung bei der Differentialdiagnose einzelner Infektionskrankheiten zum Ausdruck gebracht werden. Für die gesamte Gruppe der Infektionskrankheiten ist Fieber eher als spezifisches Symptom anzusehen. Abzugrenzen sind daher auch Symptome, die Ausdruck einer Allgemeinerkrankung sind, wie z. B. Haarausfall.

## Gegenüberstellung spezifischer und unspezifischer Symptome
Unter den neurologischen Symptomen gibt es neben den einigermaßen spezifischen Symptomen als für bestimmte Hirnprozesse bekannte Krankheitszeichen auch allgemein verbreitete, die jedoch nicht für einen bestimmten eindeutig lokalisierbaren Hirnprozess spezifisch sind: Krampfanfälle, Hirndrucksymptome, Kopfschmerz usw. Als spezifisch für bestimmte Hirnprozesse gelten dagegen choreatische Zuckungen (Affektion der Basalganglien), Nystagmus (Schwindel), Intentionstremor (Morbus Parkinson), skandierende Sprache (Kleinhirnaffektion), reflektorische Pupillenstarre (Tabes dorsalis). Die eigentlich seelischen Veränderungen sind wahrscheinlich für keinen bestimmten organischen Hirnprozess spezifisch, wenngleich die Häufigkeit, mit der gewisse Veränderungen vorkommen, für einzelne seelische Störungen charakteristisch ist.

## Beispiele
Zu den Allgemeinsymptomen werden unter anderem außerdem gerechnet:
- Allgemeinbefinden
- Appetitlosigkeit
- Erschöpfung
- Fieber
- Gewichtsverlust
- Gewichtszunahme
- Lymphknotenvergrößerung
- Müdigkeit
- Nachtschweiß
- Wetterfühligkeit
- Zönästhesien